# Calixte III (antipape)
Pour les articles homonymes, voir Calixte III (homonymie).
Calixte III (Jean de Struma), peut-être né à Arezzo ou en Hongrie, est un religieux catholique italien du XIIe siècle. Il appartient à la congrégation religieuse des Vallombrosains et est antipape de 1168 à 1178.

## Biographie
Créé cardinal par Victor IV, Giovanni de Struma fut nommé cardinal-évêque d'Albano par l'antipape Pascal III. Il fut lui-même élu à Rome à la mort de ce dernier, en septembre 1168, par quelques cardinaux nommés par Pascal III. Il n’était en fait qu’une monnaie d’échange entre les mains de l’empereur pour faire pression sur Alexandre III.
En 1177 Frédéric Barberousse lui retira son soutien après sa défaite à Legnano et le traité de Venise qui en découlait. Chassé de Rome, Calixte III se maintint quelque temps à Albano mais finit par abdiquer le 29 août 1178 en faveur d'Alexandre III. Il fut alors nommé recteur dans la possession papale de Bénévent, où il serait mort avant le 19 octobre 1183.
Cependant, la démission de Calixte III ne mit pas tout à fait fin au schisme. Des cardinaux qui ne reconnaissaient pas Alexandre III désignèrent comme pape Lando de Sezze (Innocent III).